# جيمس وليام جيد
جيمس وليام جيد (بالإنجليزية: James William Good)‏ (و. 1866 – 1929 م) هو سياسي، ومحام من الولايات المتحدة الأمريكية ولد في سيدار رابيدز.

## التعليم
تعلم في جامعة ميشيغان.